# Desierto Siloli

Vista del desierto Siloli, una de sus formaciones rocosas más famosas es el Árbol de Piedra.

El Siloli es un desierto del suroeste de Bolivia, ubicado en el departamento de Potosí. Administrativamente se encuentra dentro del municipio de San Pablo de Lípez de la Provincia de Sud Lípez. Se caracteriza por sus formaciones rocosas producto de los fuertes vientos que presenta la región. El desierto es considerado uno de los más áridos del mundo debido a la baja precipitación que se da en la zona. Suele ser parte de rutas turísticas, ya que es la puerta de entrada a la Reserva Nacional de Fauna Andina Eduardo Abaroa a sus alrededores se encuentran las lagunas de colores así como el Gran Salar de Uyuni. Se encuentra a una altitud promedio de 4500 m s. n. m.
Se lo considera una parte del desierto de Atacama, el desierto más seco del mundo.

## Galería de imágenes

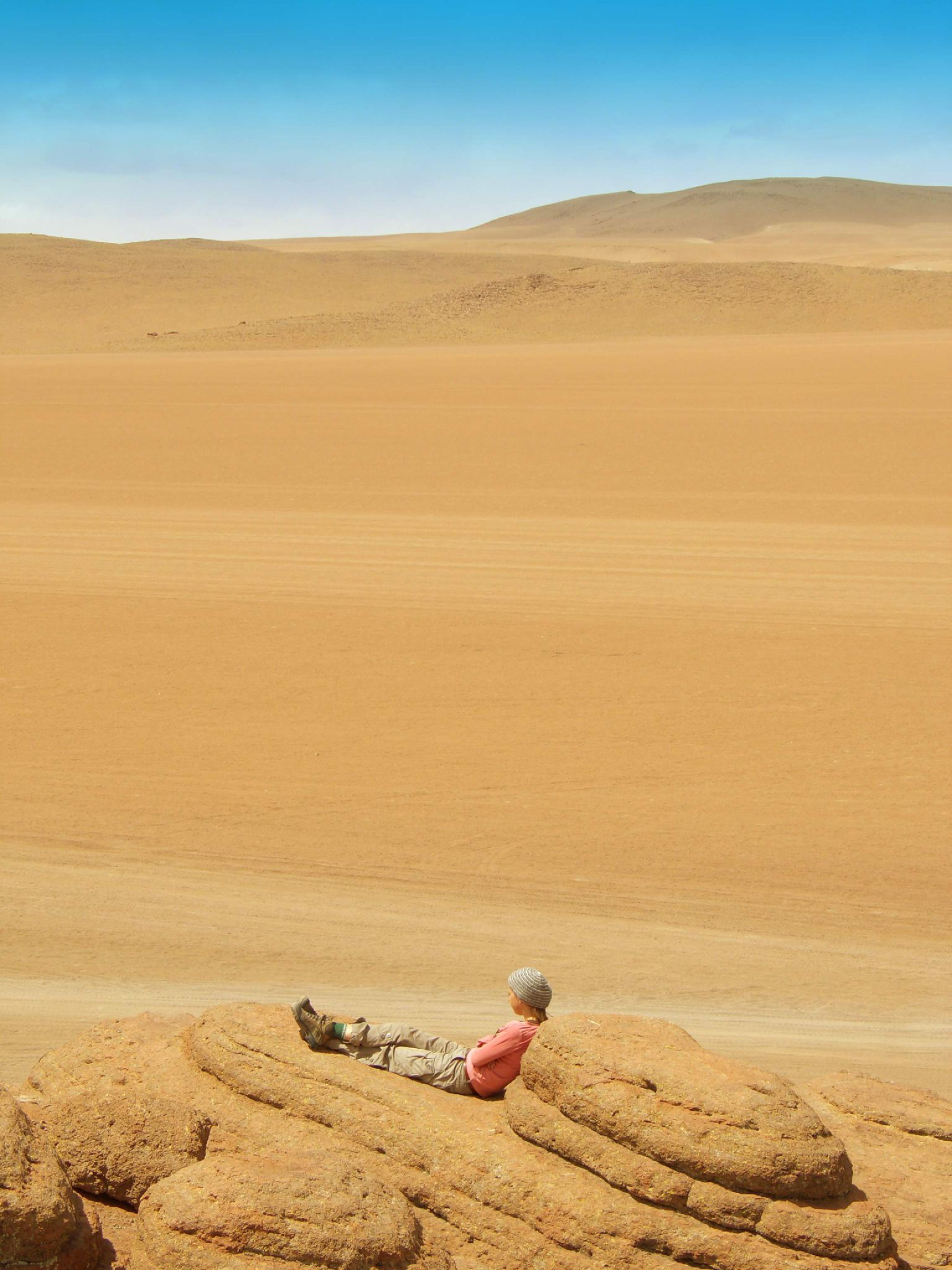
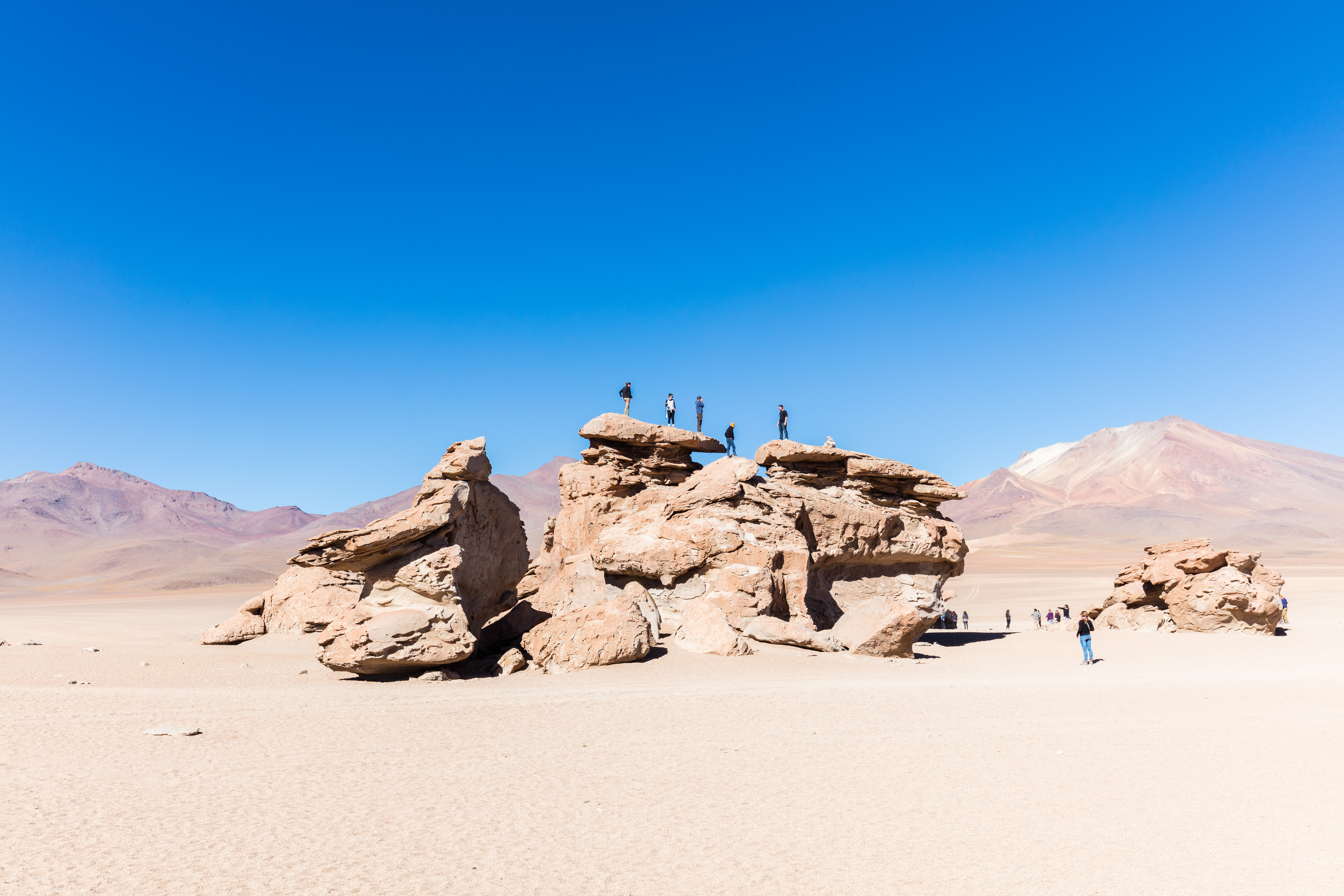
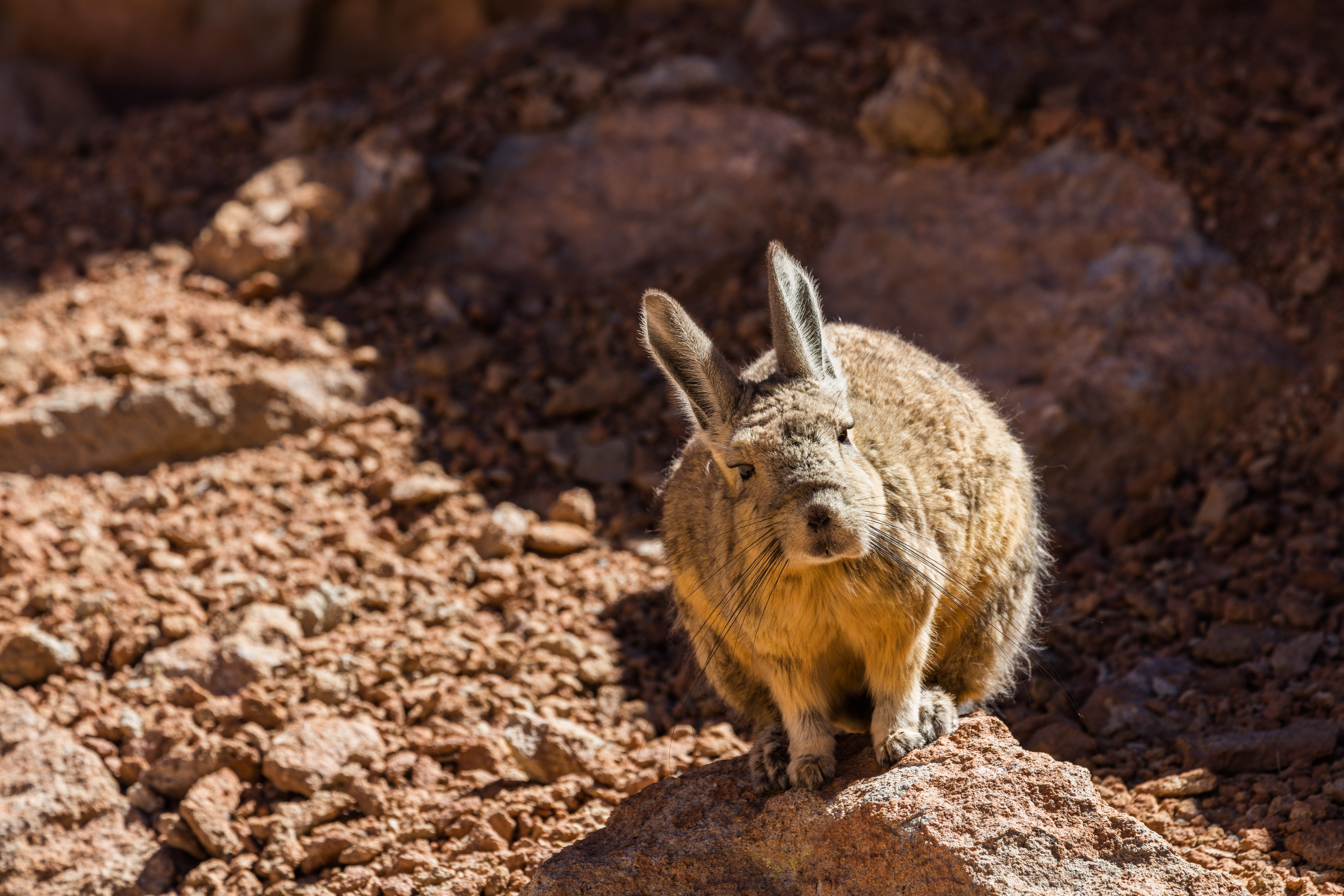
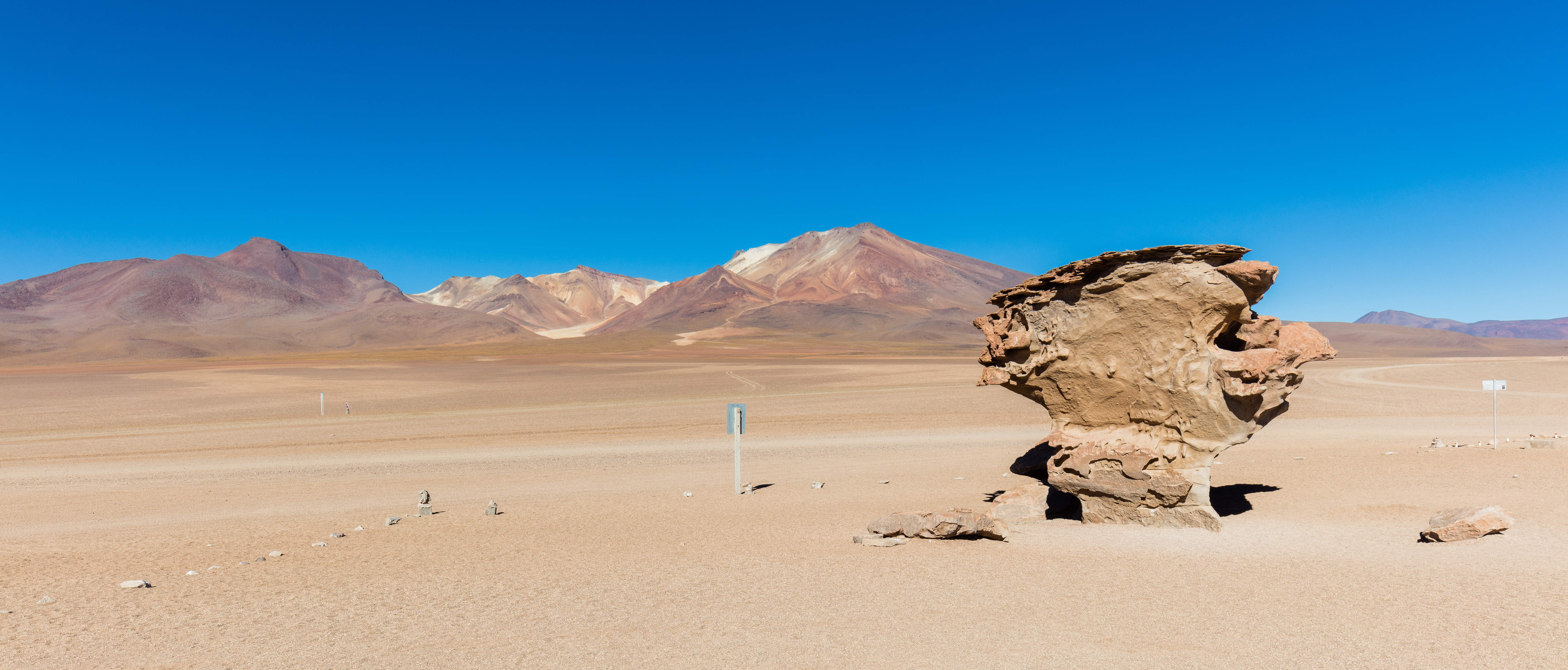